# Manitou Group
Die Manitou Group ist ein börsennotierter, international tätiger Hersteller von Flurfördergeräten und Baumaschinen mit Sitz im französischen Ancenis. Zum Unternehmen gehören die drei Marken Manitou, Gehl und Loc. Die Produkte dieser Marken finden insbesondere Anwendung im Baugewerbe, in der Landwirtschaft und in der Industrie. Insgesamt besitzt das seit 1953 bestehende Unternehmen in mehreren Ländern 10 Produktionsstätten sowie 37 Niederlassungen und beschäftigte 2024 etwa 6.000 Mitarbeiter.

## Geschichte
Die Ursprünge der Manitou Group reichen bis in das Jahr 1953 zurück. Damals gründeten Andrée Braud und Henri Faucheux die Firma Braud & Faucheux. Das Unternehmen widmete sich zunächst der Herstellung von kleineren Maschinen für die Landwirtschaft und das Baugewerbe. 1958 entwickelte Andrées Sohn Marcel Braud aus einem gewöhnlichen Traktor einen geländegängigen Gabelstapler. Noch im gleichen Jahr wurde die Handelsmarke Manitou eingeführt.
1981 legte das Unternehmen den alten Firmennamen Braud & Faucheux ab und verwendete stattdessen den Namen Manitou. Ebenfalls in diesem Jahr begann die Produktion von Teleskopladern mit Vierradantrieb. Aufgrund des wirtschaftlichen Erfolgs ging Manitou drei Jahre später an die Börse. In den darauffolgenden Jahren wurden mehrere Auslandsniederlassungen gegründet und die Produktpalette erweitert. So führte das Unternehmen Mitte der 1990er Jahre die Herstellung von drehbaren Teleskopladern und von Hubarbeitsbühnen ein. 1993 erfolgte die Übernahme des französischen Flurfördergeräteherstellers Loc.
Im Jahre 2006 erreichte der Jahresumsatz erstmals die Marke von einer Milliarde Euro. Zwei Jahre später übernahm Manitou den US-amerikanischen Baumaschinenhersteller Gehl, zu dem seit 1997 auch die Mustang Manufacturing Company gehört.
2017 stellte Manitou auf der Agritechnica mit dem MLA-T einen Knickgelenk-Teleskoplader vor.
2018 gab Manitou bekannt, die Marke Mustang durch Mustang by Manitou zu ersetzen. Auf der SIMA 2019 stellte Manitou Hoflader vor. 2021 wurde bekanntgegeben, dass die Anbaugeräte des Konzerns nur noch unter der Marke Manitou Group Attachments vertrieben werden sollen. Die Marke Edge wurde eingestellt.

## Marken und Produkte
Folgende Marken gehören zur Manitou Group:
- Manitou – Herstellung von Teleskopladern, Gabelstaplern, Kompaktladern mit Raupen- oder Radfahrwerk, Radladern sowie Hubarbeitsbühnen und Anbaugeräten
- Gehl – Herstellung von Teleskopladern, Radladern sowie Kompaktladern mit Raupen- oder Radfahrwerk
- Loc – Herstellung von Flurfördergeräten (Hubwagen und Hubstapler) mit und ohne elektrischen Antrieb

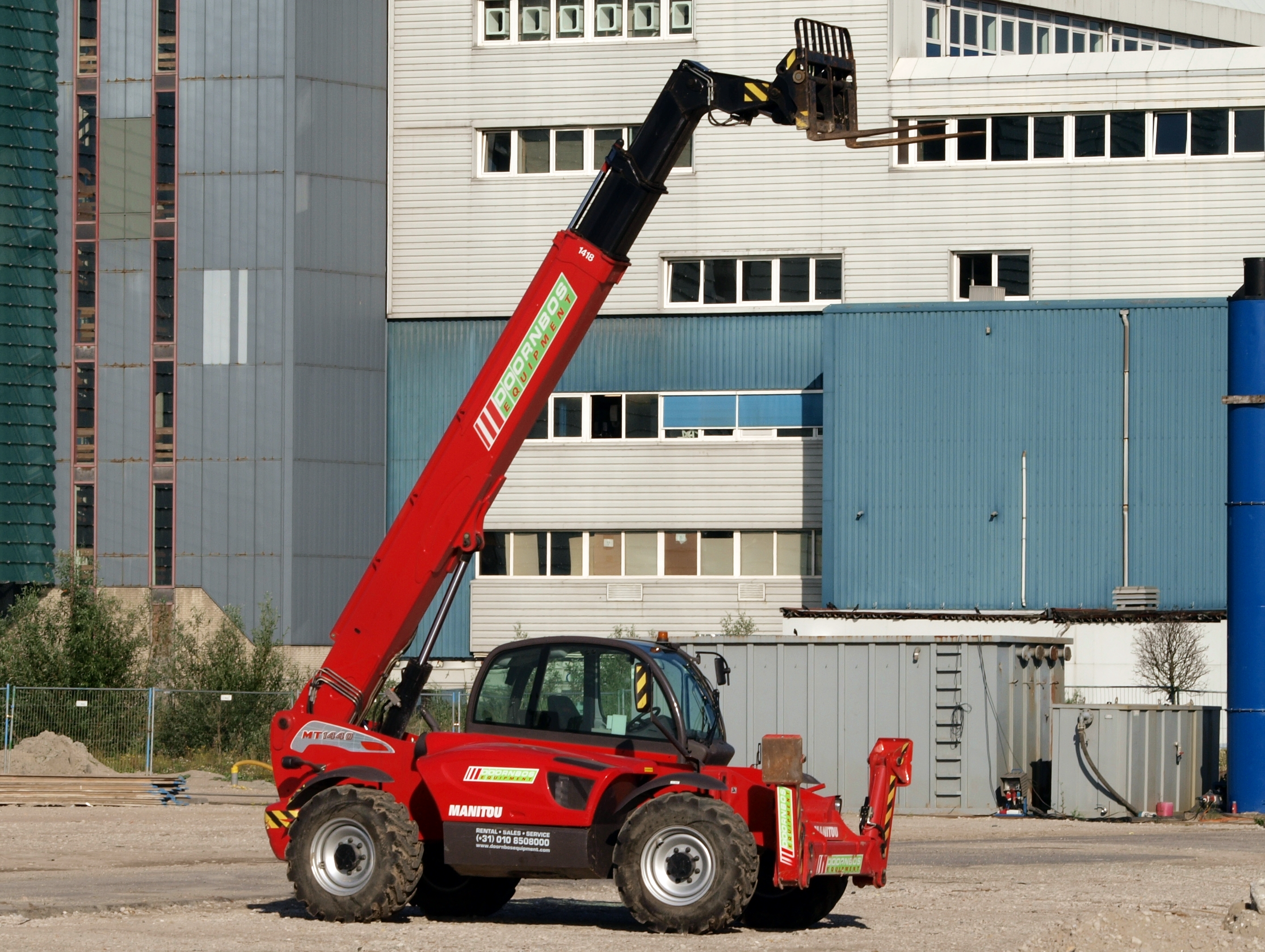
Manitou-Teleskoplader
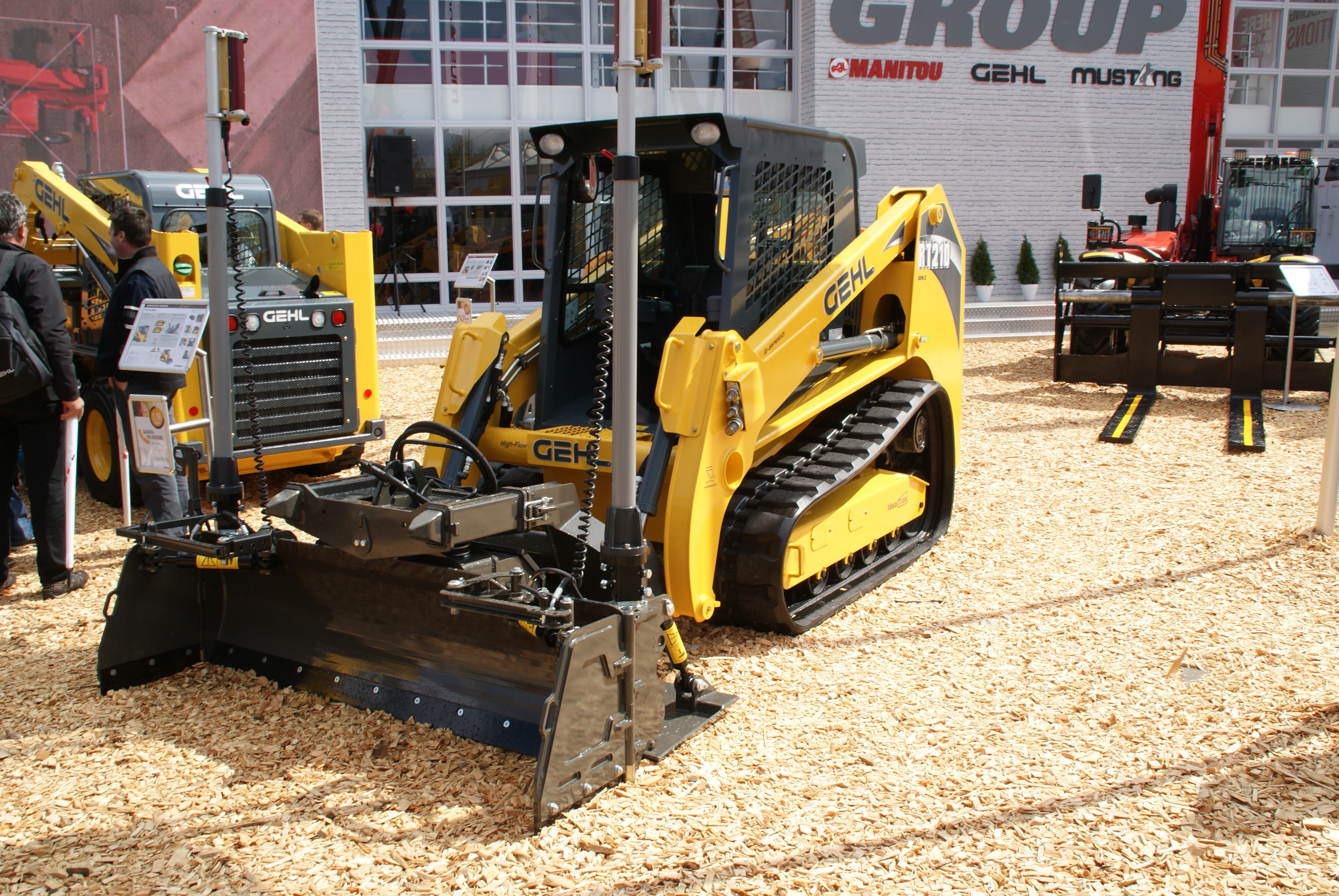
Gehl-Kettenlader
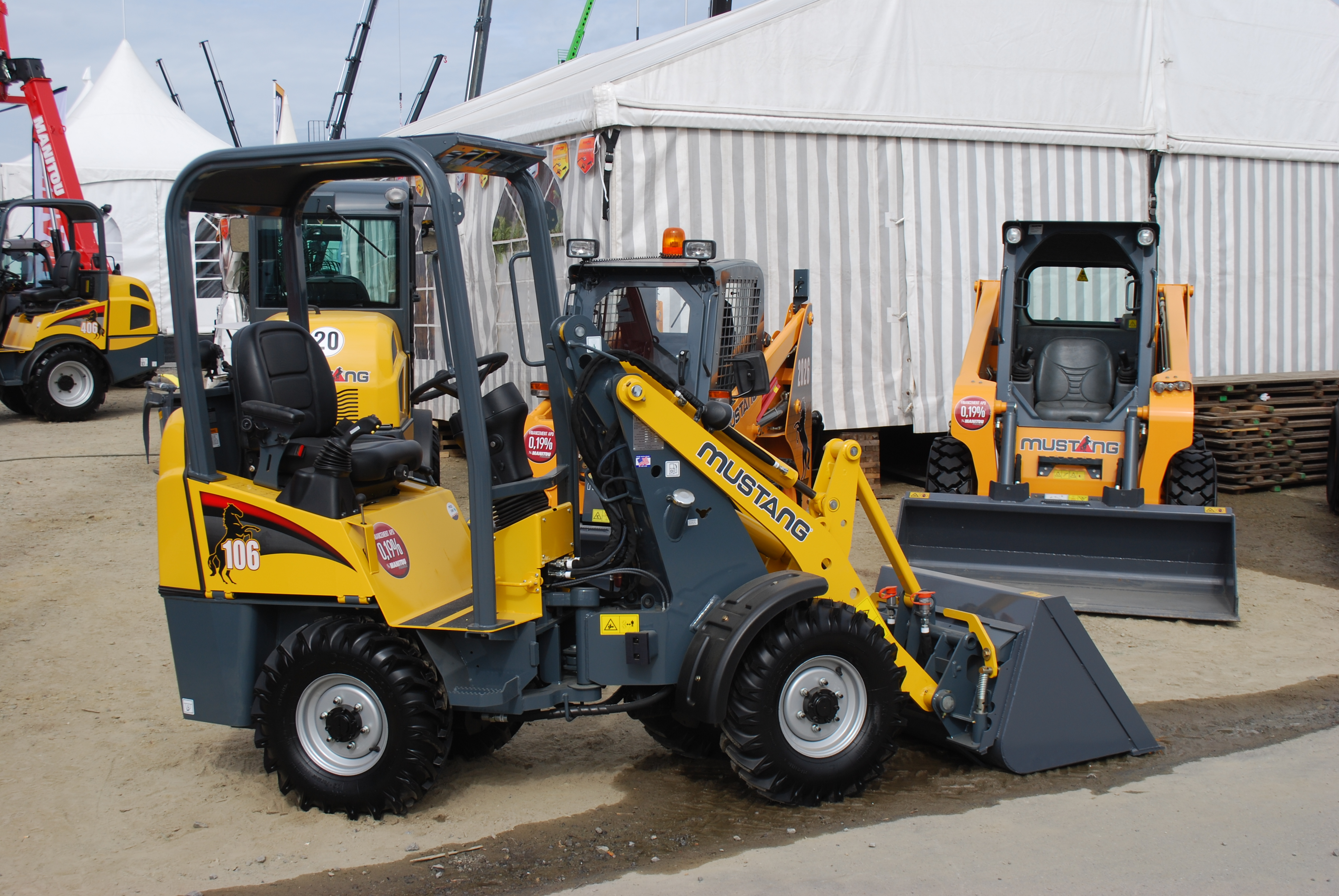
Mustang-Kompaktlader